# 9800 Shigetoshi
9800 Shigetoshi è un asteroide della fascia principale. Scoperto nel 1997, presenta un'orbita caratterizzata da un semiasse maggiore pari a 2,3726897 au e da un'eccentricità di 0,2002821, inclinata di 3,07557° rispetto all'eclittica.
L'asteroide è dedicato all'astrofilo giapponese Shigetoshi Inoue.